# ГЕС 15 de Septiembre
ГЕС 15 de Septiembre — гідроелектростанція у Сальвадорі, за сім десятків кілометрів на схід від столиці країни міста Сан-Сальвадор. Знаходячись після ГЕС Cinco de Noviembre, становить нижній ступінь в каскаді на річці Лемпа, яка бере початок у Гватемалі та впадає до Тихого океану в центрі сальвадорського узбережжя.
У межах проєкту річку перекрили кам'яно-накидною греблею висотою 47 метрів та товщиною по основі 520 метрів, яка потребувала 3,35 млн м3 матеріалу. Біля правого берегу облаштували бетонну секцію з 8 водопропускними шлюзами та машинним залом, так що загальна довжина споруди становить 650 метрів. Під час будівництва було потрібно здійснити роботи з екскавації 4,1 млн м3 породи та використати 380 тис. м3 бетону і 16 тис. тонн сталі.
Гребля утримує витягнуте по долині Лемпи на 39 км водосховище з площею поверхні 35,5 км2 та об'ємом 380 млн м3 (корисний об'єм лише 37 млн м3), в якому припустиме коливання поверхні в операційному режимі між позначками 30 та 49 метрів НРМ.
Пригреблевий машинний зал обладнали двома турбінами типу Каплан потужністю по 78,3 МВт, які при напорі від 19 до 32 метрів забезпечують виробництво 605 млн кВт-год електроенергії на рік.
Відпрацьована вода повертається у Лемпу.